# シャルル＝ルイ・フィリップ
シャルル＝ルイ・フィリップ（Charles-Louis Philippe, 1874年8月4日 - 1909年12月21日）は、フランスの作家。

## 生涯
フランス中部アリエ県のセリーに木靴屋の息子として生まれる。1891年に科学系バカロレアを取得し、パリに出てグランゼコール受験準備に努めていたが（志望校は理系最難関校のエコール・ポリテクニークとエコール・サントラル・パリ）、病弱であったことも災いして不合格を繰り返し、学業を断念した。その後、パリ第4区の区役所に勤めた。当時社会芸術運動を提唱していた『ランクロ』誌の同人となり、ディケンズ、ドストエフスキー、トルストイなどの影響のもとに、多くの作品を発表する。始めは高踏主義的な作風に惹かれるが、やがて貧しい庶民の生活を瑞々しい感覚で描くようになった。その作風は写実的ではあるが、民衆への温かい理解が行き渡っており、当時の自然主義作家の作風とは対極をなしている。独特の神韻縹渺な世界はジッド、ジロドゥなどにも高く評価され、日本でも堀口大學、淀野隆三らによって翻訳・紹介された。太宰治は、「かれ（フィリップ）こそ、厳粛なる半面の大文豪。世をのがれ、ひっそり暮した風流隠士のたぐいではなかった。三十四歳（原文ママ）で死したるかれには、大作家五十歳六十歳のあの傍若無人のマンネリズムの堆積が、無かったので、人は、かれの、ユーゴー、バルザックにも劣らぬ巨匠たる貫禄を見失い、或る勇猛果敢の日本の男は、かれをカナリヤとさえ呼んでいた」と評している。
髄膜炎に腸チフスを併発し、35歳の若さで死去。故郷セリーの墓地に埋葬された。墓石のシャルル＝ルイ・フィリップ像はアントワーヌ・ブールデル作である。
代表作に『ビュビュ・ド・モンパルナス』（1901年）、没後出版された短編集『小さな町で』（1910年）などがある。1971年に『ビュビュ・ド・モンパルナス』はマウロ・ボロニーニ監督により映画化され、邦題は『愛すれど哀しく』で、同年に訳書も字幕監修した山崎剛太郎訳で刊行された。

## 著書
- Quatre histoires de pauvre amour (1897) - 短編
  - 前田春声訳『四つの恋物語』新潮社、1923年
  - 前田鉄之助訳『四つの恋物語』新潮社（新潮文庫）1934年
- La Bonne Madeleine et la Pauvre Marie (1898) - 短編
  - 「やさしいマドレーヌ」、「哀れなマリー」- 短編集・全集所収
- La Mère et l'Enfant (1900) - 児童文学作品（フランス国立図書館電子書籍）
  - 井上勇訳『貧と母と子 - フィリップ傑作集1』至上社、1925年
  - 山内義雄訳『母と子』白水社、1935年; 新潮社（新潮文庫）1954年
- Bubu de Montparnasse (1901) - 短編（フランス国立図書館電子書籍）
  - 井上勇訳『ビュビュ・ド・モンパルナス』、新潮社（現代仏蘭西文芸叢書）1926年
  - 小牧近江訳『ビュビュ・ド・モンパルナス』、新潮社（新潮文庫）1934年
  - 堀口大學訳『ビュビュ・ド・モンパルナス』、新潮社（新潮文庫）1954年
  - 山崎剛太郎訳『愛すれど哀しく』雪華社、1971年
- Le Père Perdrix (1902) - 短編
  - 「ペルドリ爺さん」- 全集所収
- Marie Donadieu (1904) - 短編（フランス国立図書館電子書籍）
  - 青柳瑞穂訳『マリ・ドナディユ』白水社（世界名作選）1953年
- Croquignole (1906) - 短編
  - 「クロキニョル」- 全集所収
- Dans la petite ville (1910) - 短編集（フランス国立図書館電子書籍）
  - 小牧近江訳『小さな町』新潮社（海外文学新選）1925年; 新潮文庫、1934年; 河出書房（市民文庫）1953年
  - 『フィリップの本 - 小さな町の人々』小牧近江訳、山の木書店、1950年; アルス日本児童文庫刊行会（日本児童文庫）1958年（一、フィリップのお母さん（わが家 / 学校 / 病氣 / お母さん）二、フィリップの友だち（乳母車 / 小さな弟 / アリス / つむじまがり / 手まり / ずる休み / 聖水 / 火遊び / 鉄砲うち / 仔犬）三、小さな町の人々（小さな町 / お說敎 / 降誕 / ある一生 / 二人のこじき / 箱入娘 / ゴティエさん））
  - 淀野隆三訳『小さき町にて - フィリップ短篇集』岩波書店（岩波文庫）1935年 ISBN 4003256212
  - 山田稔訳『小さな町で』みすず書房（大人の本棚）2003年
- Lettres de jeunesse (1911)
  - 外山楢夫訳『若き日の手紙』岩波書店（岩波文庫）1928年、2000年（新版）
  - 伊藤恭訳『若き日の手紙』独立書房、1946年
  - 鈴木健郎訳『若き日の手紙』新潮社（新潮文庫）1955年
- Charles Blanchard (1913) - 長編
  - 吉江喬松訳『シャルル・ブランシャール』冨山房（冨山房百科文庫）1939年（シャルル・ブランシャール / 第一作 / 第一章：寒さ / 第二章：木靴師の家 / 第一作追章：ソランジュ・ブランシャールが、葬式ヘシャルル・ブランシャールを物乞ひにやること / 第二作 / 麵麭 / 第三作（一、幸福なシャルル・ブランシャール / 二、小さな町 / 三、市場 / 四、大市 / 五、木馬 / シャルル・ブランシャール異作 / 第一章：シャルル・ブランシャールへのソランジュの言葉 / 第二章：生ひ立ちの記 / 第三章：木靴師の家（一） /木靴師の家（二） / 木靴師の家（三） / その他の異作 / 市場 / 木馬（一） / 木馬（二） / 木馬（三） / 木馬（四））
- Les Contes du matin (1916) - 短編集
  - 堀口大學訳『娘の嫉妬』新潮社（新潮文庫）1939年
  - 淀野隆三訳『朝のコント』岩波書店（岩波文庫）1961年 ISBN 4003256247（チエンヌの女房の足 / バタの中の猫 / ロメオとジュリエット / 小犬 / 二人のならずもの / めぐりあい / 来訪 / ライオン狩り / 食人種の話 / マッチ / ほどこし / サタンの敗北 / 遺言 / 恋の一ページ / やきもち娘 / のんだくれ / 告白 - サルペトリエール精神病院の一患者から見出された手記 / 来訪者 / 人殺し / チエンヌ / ぬけやすみ / 純情なひとたち / 友達同士で / 三人の死刑囚）
- Lettres à sa mère (1928)
  - 三好達治訳『母への手紙』岩波書店（岩波文庫）1935年、1952年（改訂版）
  - 山内義雄訳『母への手紙』新潮社（新潮文庫）1954年
- Chroniques du canard sauvage (1923)
  - 「野鴨雑記」- 全集所収
- Œuvres complètes, Moulins, 1986 - 全集（全5巻）

複数の短編を含む邦訳書
- 堀口大學訳『シヤルル・ルヰ・フィリップ短篇集』近代文明社、1923年
- 堀口大學訳『フィリップ短篇集』第一書房、1928年; 春陽堂（世界名作文庫）1932年; ゆまに書房（昭和初期世界名作翻訳全集）2008年（オンデマンド版）（慈善 / 獅子狩 / チエンヌ / 黌を逃れて / 訪問 / 食人人種の話 / 遺言状 / 友の中 / 邂逅 / 娘の嫉妬 / 二人の正直者 / 殺人犯 / 燐寸 / 仔犬 / 悪魔の敗北 / 来訪者 / 告白 / 戀の一頁 / 二人の破落戸 / チエンネットの脚 / 牛酪の中の猫 / ロメオとジュリエット / 酔漢 / 三人の死刑囚）
- 白水社編輯部『フィリップ短篇集』白水社編輯部、1946年
- 井上勇訳『ビュビュ・ド・モンパルナッス、他六篇』角川書店（角川文庫）1952年
- （ビュビュ・ド・モンパルナッス / 火つけ / 帰宅 / 二人の隣人 / 片意地な娘 / 弟 / アリス）
- 石川湧訳注『フィリップ短篇選集』（対訳）第三書房、1956年（荷車 / 老人の死 / ある生涯 / バタの中の猫 / ロメオとジュリエット / めぐりあい）
- 坪井一訳注『フィリップ短篇集』大学書林（大学書林語学文庫）1960年
- 山内義雄訳『母と子、母への手紙』白水社、1960年
- 堀口大學訳『ビュビュ・ド・モンパルナス、朝のコント』講談社（講談社文庫）1972年
- 田辺保訳『モンパルナスのビュビュ、やさしいマドレーヌ他』旺文社（旺文社文庫）1974年
- 山田稔訳『フィリップ傑作短篇集』福武書店（福武文庫）1990年 ISBN 4828831207（帰宅 / 求婚 / 小さな弟 / 箱車 / アリス / いちばん罪深い者 / 聖水 / 贋金 / 自殺未遂 / 素朴な人たちの死 / 老人の死 / 降誕 / ジャン・モランタン / ある人生 / やきもち / ふたりの乞食 / アマドゥーの娘 / 無言 / お隣同士 / 強情な娘 / 子供の悲しみ / 犬の死 / 命びろい / バターのなかの猫 / 仔犬 / 再会 / 恋の一ページ / 子供の嫉妬 / チエンヌ / ずるやすみ / 単純な人たち / 友達同士）

全集
- 新潮社『フィリップ全集』（全3巻）（第1巻：小牧近江他訳、第2巻：吉江喬松他訳、第3巻：山内義雄他訳）1929-1930年
- 白水社『フィリップ全集』（全3巻）（山内義雄、根津憲三、小林正、小牧近江、神部孝、吉江喬松、鈴木健太郎、堀口大學、青柳端穂訳）

## 参考資料
- PHILIPPE Charles-Louis, Maitron (14 janvier 2012)